# Karosa LC 757
A Karosa LC 757 (ismertebb nevén Karosa HD 12) a Karosa Állami Vállalat által 1992-től 1996-ig gyártott cseh magaspadlós távolsági autóbusz. Nem sokkal a gyártás kezdete után aranyérmet nyert az 1992-es Autotec vásáron.

## Konstrukció
Az LC 757 szinte megegyezik a rövidebb Karosa LC 737-tel (HD 11). Ez egy kettős tengelyű luxusbusz emelt padlóval, különösen hosszútávra illetve túrákra tervezve. A járműgyártás csontvázszerű volt, kerek formák esetén a használt laminátumok száma nagy volt. Az ablakok, oldalfalak, tető és padló ragasztva vannak a vázhoz. Az LC 737 típushoz illő jármű kialakítása eltér a többi 700-as típustól. Az utastérben kényelmes, állítható utasülések vannak elhelyezve 2+2-es rendben a középső folyosó mentén. A padló alatt 9 m³-es csomagtér található. A járműbe való beszállást két egyszárnyú lengőajtó biztosítja: az első az első tengely előtt, a másik pedig a hátsó tengely előtt. Alapkivitelben az LC 757-ben ABS és ASR rendszer, légkondicionáló, WC, TV, hűtőszekrény illetve kávéfőző található.

## Gyártás és üzemeltetés
Az LC 757 egy hosszabb LC 737-es változat, amely az 1990-es évek elején egyetlen prototípusként készült. Az LC 757-tet az 1992-1996 közötti években gyártották, majd a Karosa LC 957 váltotta fel, amely szintén HD 12-es elnevezést kapott. Az LC 757-et darabonként állították elő, minden busz az ügyfél kérésének megfelelően készült. Összesen a Karosa gyárkapuját 95 db HD 12 (LC 757 és LC 957) hagyta el, ebből 76 LC 757-es volt. Az egyik busz LC 757 (1995-ös évjárat) Jedlička Intézet Prágai üzemében átalakították a fogyatékos személyek szállítására. A víz felmelegítésére egy elektromos kazánt használnak. Az utasok felszállásának megkönnyítése érdekében elektromos emelőplatformot szereltek be a járműbe.

## Történelmi járművek
- RETROBUS Prostejov (prototípus, ČSAD Praha Vršovice)

## Fordítás
Ez a szócikk részben vagy egészben  a   Karosa LC 757 című cseh Wikipédia-szócikk fordításán alapul.  Az eredeti cikk szerkesztőit annak laptörténete sorolja fel. Ez a jelzés csupán a megfogalmazás eredetét és a szerzői jogokat jelzi, nem szolgál a cikkben szereplő információk forrásmegjelöléseként.